# Fneitiq
Fneitiq (tiếng Ả Rập: فنيتق) là một ngôi làng Syria ở huyện Baniyas thuộc tỉnh Tartus. Theo Cục Thống kê Trung ương Syria (CBS), Fneitiq có dân số 1.021 người trong cuộc điều tra dân số năm 2004.